# Cornelis Tromp
Pour les articles homonymes, voir Tromp.
Sir Martinus Cornelis Tromp, né le 9 septembre 1629 à Rotterdam et mort le 29 mai 1691 à Amsterdam est un officier de marine hollandais du XVIIe siècle. Il est commandant en chef de la marine de la république des Provinces-Unies et de la Marine royale danoise.

## Biographie

### Origines et famille
Cornelis Tromp est le deuxième fils du célèbre amiral Maarten Tromp, commandant suprême de la flotte confédérée des Provinces-Unies pendant la première guerre anglo-néerlandaise et sa première femme, Dignom Cornelisdochter de Haes, la fille d'un marchand.

### Carrière militaire
En 1642, il est envoyé par son père à Harfleur pour y apprendre la langue grâce à un pasteur calviniste. Le 1er septembre 1643 son père le rappelle et il le rejoint à bord de l' Aemilia. Deux ans plus tard il est nommé lieutenant, pour finir capitaine le 22 août. 
La première mission où il est employé est la lutte contre les Corsaires de Barbarie qui attaquent les vaisseaux hollandais qui font du commerce en Méditerranée. Il participe à l'élaboration d'un traité de paix le 9 février 1651 entre les capitaines hollandais et les gouverneurs et les princes de la ville de Salé, réputée pour ses pirates et corsaires. 
Il sert pendant la première guerre anglo-néerlandaise et prend part à la bataille de Livourne, bien qu'il n'obtient pas le commandement de la flotte méditerranéenne après la mort de Johan van Galen, il est nommé schout-bij-nacht de l'amirauté de Maas, après la mort de son père, le 11 novembre 1653.
En 1658, il est avéré qu'il a utilisé les navires sous son commandement pour faire le commerce de biens de luxe. Il est déchu de son commandement jusqu'en 1662. Juste avant la deuxième guerre anglo-néerlandaise il est nommé vice-admiraal, le 29 janvier 1665. À la bataille de Lowestoft il fait évacuer la majeure partie de la flotte néerlandaise et la sauve ainsi d'un désastre total.

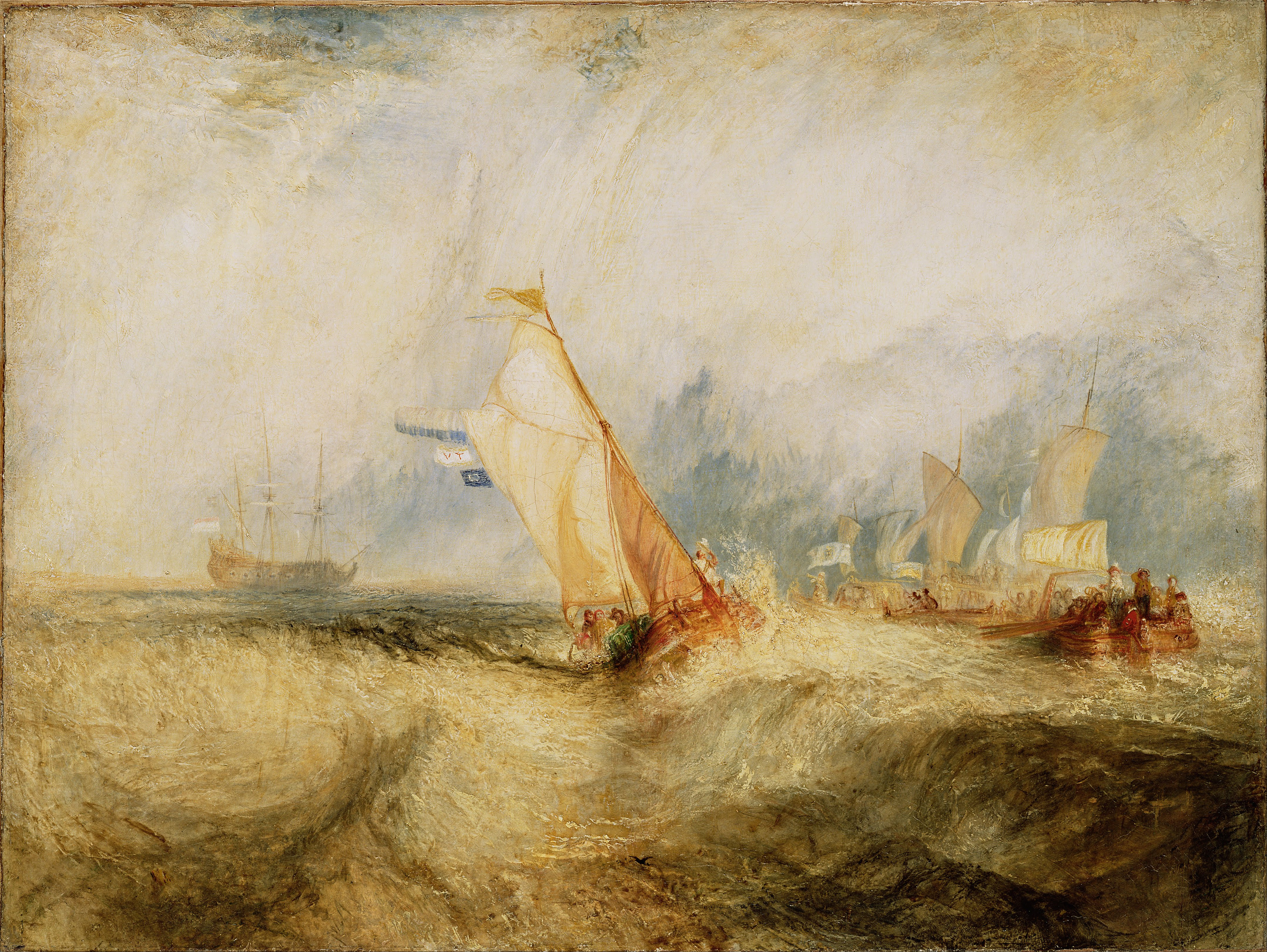
Van Tromp, prêt à satisfaire
ses maîtres, fend la mer et les vagues
William Turner, 1844
Getty Museum, Los Angeles

Le peintre anglais William Turner en 1831, représentait la flotte de son père Marteen en 1645 dans un tableau intitulé Barge de l'amiral van Tromp entrant dans le Texel en 1645. Cette huile sur toile est conservé au Sir John Soane's Museum à Londres. Mais Turner reprend la même composition dans un tableau qui fait probablement référence à Cornelis après sa déchéance. Réalisé en 1844, il est intitulé Van Tromp, prêt à satisfaire ses maîtres, fend la mer et les vagues, il est conservé au Getty Museum à Los Angeles.
Gagnant une popularité soudaine, il reçoit temporairement le commandement suprême, en tant que luitenant-admiraal, de la flotte confédérée, mais il doit abandonner la fonction (pas le rang) au profit de Michiel de Ruyter. Transféré à l'amirauté d'Amsterdam le 6 février 1666 il sert sous son commandement lors de la bataille des Quatre Jours et à la bataille de North Foreland. Ruyter lui reproche l'échec de cette dernière et il est congédié. Il est alors suspecté de complot contre le gouvernement, au profit de la maison d'Orange. 
Quoi qu'il en soit il revient aux commandes en avril 1673 après la prise de pouvoir des Orangistes lors de la troisième guerre anglo-néerlandaise où il participe aux trois derniers engagements de Ruyter. À bord du Gouden Leeuw, navire de 82 canons, il se distingue personnellement lors des deux batailles de Schooneveld et à la bataille du Texel, où il livre un duel épique contre Édouard Sprague, qui périt noyé. 
En juin 1674, il commande un débarquement à Belle-Île-en-Mer afin d'alléger la pression militaire des français sur le front du nord. Sa flotte mouille au large de Belle-Île le 27 juin et il débarque avec 10 000 hommes et un équipement de siège, mais il craint que la citadelle ne possède une artillerie puissante et décide de repartir après deux mois de tentative. 
En 1675, lors d'une visite à Oxford, Charles II le fait baronnet mais il refuse le titre de Docteur honoris causa.
Le 8 mai 1676 il est nommé amiral général de la flotte danoise et chevalier de l'Ordre de l'éléphant, et en 1677 il est fait comte. Il triomphe des Suédois à la bataille d'Öland, sa seule victoire en tant que commandant de flotte. Le 6 février 1679 il devient lieutenant amiral général des Provinces-Unies mais il ne combat jamais en tant que tel, étant devenu un des pontes du gouvernement de Guillaume III. Bien qu'officiellement commandant en chef de la flotte néerlandaise, il est remplacé un moment par Cornelis Evertsen.

## Le personnage

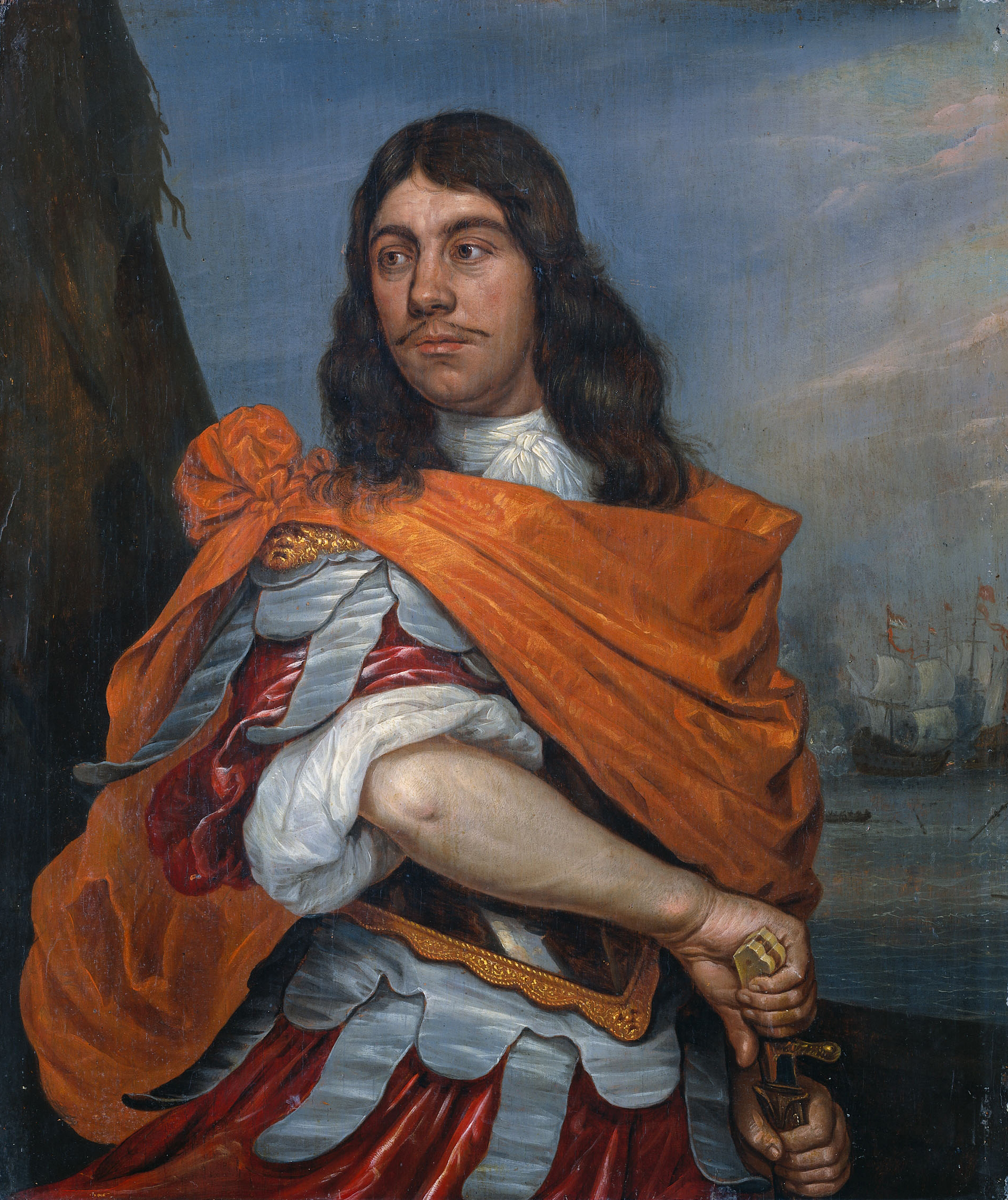
Cornelis Tromp peint par Abraham Willaerts - 1666
Tromp est ici habillé en militaire romain, un symbole d'aptitude martiale au XVIIe siècle. La couleur de son manteau renvoie à ses sympathies orangistes

Cornelis était un commandant d’escadre très agressif, aimant tout particulièrement le combat. Préférant l’attaque directe avec l’avantage du vent à la tactique de la ligne de bataille, il était souvent contraint de changer de navire pendant la bataille: quatre fois à la bataille des Quatre Jours, trois fois à la bataille de Schooneveld et deux fois à la bataille du Texel.
Du fait de ses manières familières et de son soutien à la Maison d'Orange-Nassau plutôt qu’au régime de Johan de Witt, il était apprécié de ses équipages, bien qu’il les exposait à des risques inutiles. Il traitait souvent ses subordonnés comme ses supérieurs, avec mépris, à l’exception de Ruyter, dont il était excessivement jaloux, mais qu’il traitait généralement avec respect, ce qui ne l’empêcha pas de ne pas le suivre lors de la bataille des Quatre Jours. Ajouté à cela, le fait qu’il ait poursuivi l’arrière de l’escadre anglaise au cours de la bataille de North Foreland, ce qui semble avoir été une vraie erreur, justifie qu’il soit généralement dépeint comme insubordonné. 
Il essaya d’adopter un style de vie semblable à celui des nobles, se mariant en 1667 à une riche veuve âgée, Margaretha van Raephorst, dont il n’eut aucun enfant. À terre et privé de la distraction de la guerre, il s’ennuyait très vite et devenait indolent. Il avait la réputation d’un gros buveur si bien que de nombreuses auberges portèrent son nom.
Cornelis Tromp était un homme vaniteux qui, ayant une haute opinion de lui-même, n’hésitait pas à narrer ses exploits. Il pensait qu’en tant que fils d’un homme célèbre il avait un droit naturel à devenir un héros. Cela l’amena 22 fois au cours de sa vie, un record pour le XVIIe siècle, à se faire faire des portraits, notamment par Ferdinand Bol. Ses collections d’art étaient entassées dans son manoir, qui avait la forme d’un navire de guerre et qui fut longtemps appelé Trompenburgh.
Ses beaux-parents étaient de fanatiques partisans de la Maison d'Orange-Nassau. Bien que n'y participant pas avec grand enthousiasme, il prit ainsi part à la majorité de leurs complots, avec une préférence pour ceux de son beau-frère Johan Kievit, un intrigant astucieux et sans scrupules. Il était très impliqué dans le complot contre Cornelis de Witt et Johan de Witt en 1672. Plus tard il regretta sincèrement plusieurs de ses actions. 
Il finit sa vie dans une grande détresse mentale, persuadé qu'il irait en enfer pour y payer ses crimes. Il meurt à Amsterdam, en 1691, ravagé par l'alcool et les remords.